# Heleophryne purcelli
Heleophryne purcelli (tên tiếng Anh: Purcell's Ghost Frog) là một loài ếch thuộc họ Heleophrynidae.
Đây là loài đặc hữu của Nam Phi.
Môi trường sống tự nhiên của chúng là rừng ôn đới, thảm cây bụi kiểu Địa Trung Hải, và sông ngòi.
Chúng hiện đang bị đe dọa vì mất môi trường sống.